# Lanmeur
Lanmeur é uma comuna francesa na região administrativa da Bretanha, no departamento Finisterra. Estende-se por uma área de 26,38 km². Em 2010 a comuna tinha 2 345 habitantes (densidade: 88,9 hab./km²).